# De groene eenhoorns
De groene eenhoorns is een  stripverhaal uit de reeks van Jerom.

## Locaties
Dit verhaal speelt zich af op de volgende locaties:
- Morotari-burcht, zuidpool

## Personages
In dit verhaal spelen de volgende personages mee:
- Jerom, professor Barabas, tante Sidonia, Odilon, president Arthur, leden van Morotari, K. Knettergek, mysterieuze dame

## Het verhaal
Jerom, Odilon en tante Sidonia ontdekken dat er sneeuw is gevallen, terwijl het midden in de zomer is. Odilon ziet ook een vliegende schotel en een zonderlinge man met een groene eenhoorn. De leden van Morotari worden op de hoogte gebracht en al snel weet men dat de ijs van de zuidpool smelt, waardoor de zeespiegel zal stijgen. Jerom, professor Barabas, tante Sidonia en Odilon vertrekken met een raket naar het gebied om verder onderzoek uit te voeren. Al snel zien ze dat grote stukken ijs gesmolten zijn. Bij een kamp worden de vrienden aangevallen door een mysterieus figuur die hun raket verwoest. Jerom wordt in slaap gebracht door slaapgas. De sneeuwscooter van de vrienden wordt door deze figuur gestolen, het blijkt een dame te zijn. De vrienden gaan te voet verder en slaan zelf een kamp op om te overnachten.
Odilon treft die nacht in een grot meerdere groene eenhoorns aan, maar wordt door de dieren aangevallen. Het kamp wordt overhoop gehaald door de dieren en K. Knettergek verschijnt. Hij eist dat de vrienden vertrekken, hij wil met rust gelaten worden en samen met de eenhoorns leven. De man heeft een zonnemagneet die de zon dichter naar de zuidpool trekt, zodat het bewoonbaar wordt voor de man. De vrienden doen alsof ze vertrekken, waarna ze zich  vermommen met de huiden van zeehonden. De vrienden worden toch ontdekt en K. Knettergek besluit Europa onder water te zetten. Vlak voordat hij de zonnemagneet inschakelt, wordt hij in slaap gebracht door de mysterieuze dame. Ze vertelt dat ze met K. Knettergek getrouwd is en haar man is overspannen en weet niet wat hij doet.
De eenhoorns worden ziek en de vrienden vertellen K. Knettergek dat ze niet tegen het gematigde klimaat kunnen. Nu K. Knettergek beseft dat de zonnemagneet zijn lievelingsdieren ziek maakt, vernietigt hij het apparaat. Hij heeft moeite om afscheid te nemen van de dieren, maar wil dat ze gezond en gelukkig leven. Hij vertrekt met zijn vrouw naar huis en ook de vrienden reizen terug.